# Pianist

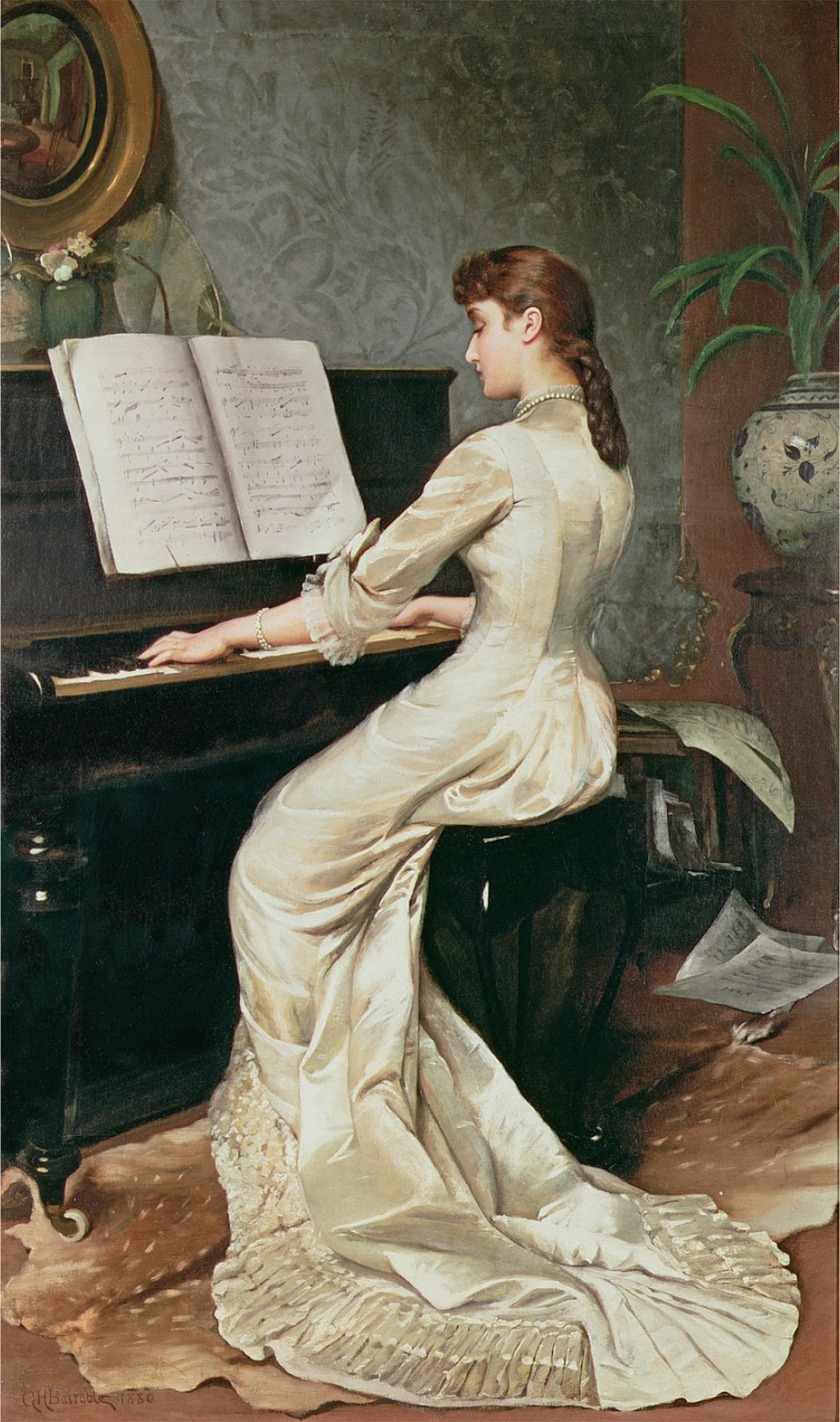

Un pianist este o persoană care cântă la pian, cu pricepere și cu măiestrie, sau care are profesiunea de a cânta la pian. 
Un pianist profesionist poate cânta piese solo cu sau fără ansambluri, orchestre, cântăreți etc. Pianiștii pot cânta stiluri foarte diferite de muzică, inclusiv muzică cultă, jazz etc. Mulți compozitori au fost și pianiști remarcabili, inclusiv Ludwig van Beethoven, Johannes Brahms, Claude Debussy, Franz Liszt, Wolfgang Amadeus Mozart, James Peace ș.a. Alți pianiști importanți sunt Lazar Berman și Boris Berezovski.